# ريتشارد كابلان
ريتشارد كابلان (بالإنجليزية: Richard Kaplan)‏ هو منتج أفلام ومخرج أمريكي، ولد في 3 يناير 1925 في مانهاتن في الولايات المتحدة، وتوفي في 29 سبتمبر 2018.

## وصلات خارجية
- ريتشارد كابلان على موقع IMDb (الإنجليزية)
- ريتشارد كابلان على موقع قاعدة بيانات الفيلم (الإنجليزية)